# NEWS 手越祐也のWhat A Wonderful Music!
『NEWS 手越祐也のWhat A Wonderful Music!』（ニュース てごしゆうやのワット・ア・ワンダフル・ミュージック）は、NEWSの手越祐也がパーソナリティを務めるFM NACK5のラジオ番組。2005年4月4日に開始し2006年3月27日に終了するまで、毎週月曜日夜11時30分 - 0時00分に放送された。

## 概要
音楽中心の番組で、コーナー内容も音楽に関するものが多い。実際にアコースティック・ギターによる生演奏に乗せて手越が歌う時もあり、K『Only Human』やスキマスイッチ『奏（かなで）』などを披露。また、同じNEWSのメンバーである増田貴久がゲスト出演した際は、二人のオリジナル曲『ずっと』やKinKi Kids『Anniversary』を披露した。
しかし、番組放送期間後半から番組ディレクターと2人で番組を進めていく機会が増え、手越とディレクターによるラジオコントが行われたりなど、音楽から逸れた内容も放送されるようになった。

## コーナー
- What A Wonderful Story - リスナーの思い出の曲とエピソードを紹介するコーナー。
- テゴシミートミュージック - 手越お薦めの曲を紹介したり、リスナーから寄せられた音楽の疑問を解決したり、空耳曲を紹介するコーナー。
- ピローソングス - 手越の甘い言葉と、その内容に合う曲を紹介するコーナー。
- 手越先生の快眠処方箋 - 手越が先生になりきり快眠の秘訣を紹介。
- More Soul Music - コーナー名は「妄想」に掛けてある。手越の妄想話が聞ける。
- 手越発見伝 - リスナーが発見した街や身近の「手越」を紹介するコーナー。
- リアルタイムプレゼント - プレゼントコーナー。2005年12月の一ヶ月は「リアルタイムプレゼントZ」というタイトルで行い、期間中、手越は語尾に「Z」を付けて話していた。
- フツオタ - リスナーからの普通のお便りを紹介。
- 平等戦士フィフティフィフティ - 戦隊モノコント。手越が正義の戦士フィフティフィフティ、ディレクターが敵の不平等大魔王を演じる。番組の冒頭にやる事が多い。

| スタブアイコン | サブスタブ | この項目は、まだ閲覧者の調べものの参照としては役立たない、ラジオ番組に関連した書きかけの項目です。この項目を加筆・訂正などしてくださる協力者を求めています（P:ラジオ/PJ:放送番組）。 |